# Ebo andreannae
Ebo andreannae är en spindelart som beskrevs av Schick 1965. Ebo andreannae ingår i släktet Ebo och familjen snabblöparspindlar. Inga underarter finns listade i Catalogue of Life.